# 愛知県道113号鹿伏兎大井線

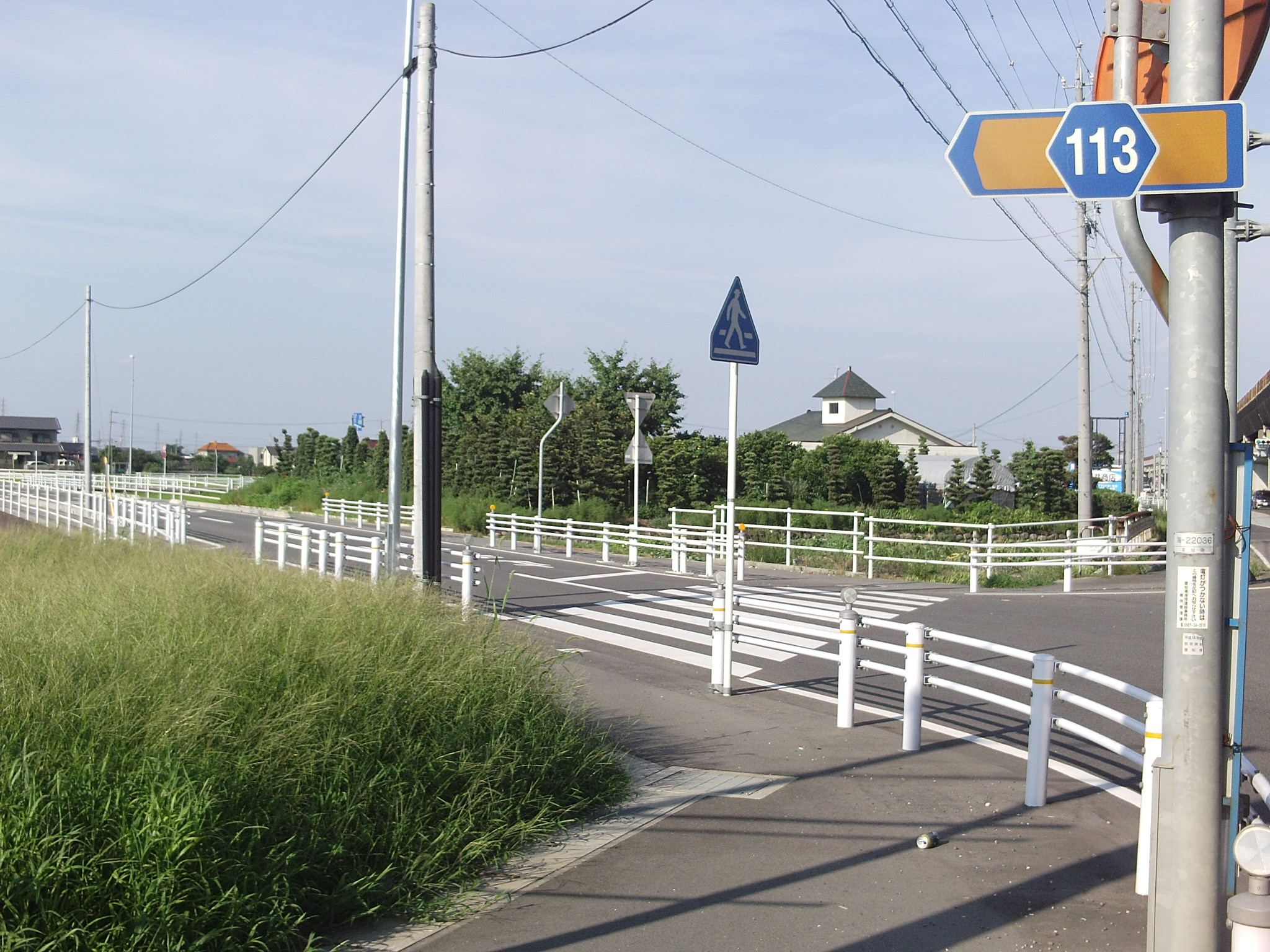
終点（愛西市大井町）

愛知県道113号鹿伏兎大井線（あいちけんどう113ごう かぶとおおいせん）は、愛知県津島市から同県愛西市に至る愛知県の一般県道である。

## 概要

### 路線データ
- 起点：愛知県津島市鹿伏兎町
- 終点：愛知県愛西市大井町

## 沿革
- 1959年（昭和34年）12月15日：認定

## 接続する道路
- 愛知県道114号津島蟹江線（鹿伏兎橋西・鹿伏兎町西交差点）
- 愛知県道125号佐屋多度線（大井交差点）

## 沿線
- 愛西市役所永和出張所